# Аркадија (округ)
Аркадија је округ у периферији Пелопонез и историјској покрајини Пелопонез у југозападном делу Грчке. Управно средиште округа је град Триполи. Важан је и град Мегалополи.
Округ Аркадија је успостављен 2011. године на месту некадашње префектуре, која је имала исти назив, обухват и границе.
Због свог изразите планинске особености и издељености на бројне забите котлине и поља Аркадија је још у старо време била синоним за изолованост и изопштеност. Ово је повезано и са другим значењем Аркадије, која је као забита област била повезана за мирним и спокојним животом и сеоском идилом. Ово су били снажнији мотиви код неких уметника, попут Пусена.

## Порекло назива
Назив оркуга недвосмислено упућује на старогрчки полис Аркадију, који је био значајан у току историје старе Грчке.

## Природне одлике
Округ Аркадија је средишњи округ на Пелопонезу. Због тога она има релативно малу везу са морем (Арголиски залив на југоистоку), што је супротно околним окрузима, које су изразито приморски. Са југа се округ Аркадија граничи са округом Лаконија, са југозапада са округом Месенија, са запада са округом Илија, са севера са окрузима Ахаја и Коринт и са истока са округом Арголида.
Округ Аркадија је планински у свом већем делу. Најпознатија планина Менајо у средишњем делу округа. Ту су и Парнонас на југозападу, затим мањи Артемисио, Сајта и Скјатио. Већина планина има висину близу и око 2.000 m. н. в. У округу постоје и бројна мања поља и заравни на знатној надморској висини (500-1000 m). Од њих најважнија поља је око најважнијих насеља, градова Триполија и Мегалополија.
Клима у округу Аркадија је у приморским деловима средоземна, док у највећем, вишем планинском делу округа оштрија и ближа континенталној клими. На највишим планинама клима је оштра, па су ту смештени и зимска туристичка одредишта.

## Историја
Област префектуре Аркадија била је једна од важних у доба старе Грчке. Претходно је била у саставу Микенске цивилизације, да би је касније населили Дорци. Историја Аркадије је највише везана за полис и град Аркадију. Као област близу старе Спарте, Аркадија је своју политику равнала са политиком свог моћног суседа у свим ратовима старе Грчке. Мањи значај Аркадија заузима у следећим епохама: у хеленистичко доба, затим доба старог Рима и Византије. У 13. веку освајају је Крсташи, да би средином 15. века подручје Аркадије постало део отоманског царства. Под њима ће остати до савременог доба.
1821. године ово подручје било је једно од првих која су узела учешће у Грчком Устанку. Одмах по успостављању државе Грчке образована је и велика префектура Аркадија, која је касније смањивана науштрб околних нових префектура. Током 20. века и поред снажне модернизације префектуре Аркадија је стално била исељеничко подручје са наглим смањењем становништва услед неповољних животних услова. Сматра се да данашње становништво префектуре чини око 50% становништва од пре 100 година. Последњих деценија префектура се нашла у нешто бољем положају, пре свега захваљујући изградњи савременог ауто-пута ка Атини. Са друге стране некадашња префектура, а данас округ је било и један од најтеже погођених прилично бројним шумским пожарима током протеклих 2 деценије. Такође, 1967. године снажан земљотрес је погодио град Мегалополи.

## Становништво
По последњим проценама из 2005. године округ Аркадија је имао око 100.000 становника, од чега свега 1/3 живи у седишту округа, граду Триполију.
Етнички састав: Главно становништво округа су Грци, а званично признатих историјских мањина нема. И поред тога у округу живи заједница Рома.
Густина насељености је око 22 ст./км², што је три пута мање од просека Грчке (око 80 ст./км²), на смаом зачељу међу окрузима Грчке. Подручје око Триполија је једино боље насељен, док је него удаљеније планинско подручје готово пусто.

## Управна подела и насеља
Округ Аркадија се дели на 5 општина:
1. Гортинија
2. Јужна Кинурија
3. Мегалополи
4. Северна Кинурија
5. Триполи

Триполи је седиште округа и највећи град. Поре тога, велики град (> 10.000 ст.) у округу је и Мегалополи.

## Привреда
Округ Аркадија спада у слабије развијене округе. Омања индустрија развијена је у градовима, док на сеоском подручју највише развијено сточарство. Постоје и рудокопи, који се експлоатишу од времена Другог светског рата. Нове саобраћајне везе са Атином и околним обалским подручјем са развијенијим туризмом допринели су порасту значаја саобраћаја и прометности округа.